# HD52559
HD52559 — хімічно пекулярна зоря спектрального класу B2, що має видиму зоряну величину в смузі V приблизно  6,6.
Вона  розташована на відстані близько 2051,3 світлових років від Сонця.

## Пекулярний хімічний вміст
Зоряна атмосфера HD52559 має підвищений вміст 
He
.